# Melocactus braunii

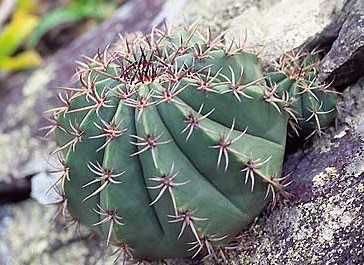
Melocactus braunii im Habitat, kurz vor der Cephaliumausbildung

Melocactus braunii ist eine Pflanzenart aus der Gattung Melocactus in der Familie der Kakteengewächse (Cactaceae). Das Artepitheton braunii ehrt den deutschen Agronom und Spezialisten für brasilianische Kakteen Pierre Josef Braun.

## Beschreibung
Melocactus braunii wächst mit stumpf dunkelgrünen, kugelförmigen bis etwas flachlich konischen Trieben, die bei Durchmessern von 11 bis 15 Zentimeter Wuchshöhen von 7 bis 8 Zentimeter erreichen. Es sind 13, selten ab 10, gerade Rippen vorhanden, die an der Triebbasis 3 bis 3,5 Zentimeter breit und 2 Zentimeter hoch sind. Je Rippe werden acht bis neun leicht eingesenkte Areolen ausgebildet, die 1,5 Zentimeter auseinanderstehen. Die anfangs rötlich braunen und später hell rosagrauen Dornen besitzen eine rötlich braune Spitze. Der einzelne Mitteldorn ist aufwärts gebogen und etwa 1 Zentimeter lang. Die Randdornen sind klauen- oder spinnenartig zum Trieb hin gebogen. Der unterste Randdorn weist eine Länge bis zu 1,8 Zentimeter auf, während die seitlichen 1 bis 1,4 Zentimeter und die oberen 0,4 bis 0,8 Zentimeter lang sind. Das kleine, aus weißer Wolle und rötlichen Borsten bestehende Cephalium wird bis zu 4 Zentimeter hoch und erreicht einen Durchmesser von 6 Zentimeter.
Die rosafarbenen Blüten sind 1,7 bis 2,1 Zentimeter lang. Die keulenförmigen, rosafarbenen Früchte sind 1,7 Zentimeter lang und erreichen Durchmesser von etwa 8 Millimeter.

## Verbreitung, Systematik und Gefährdung
Melocactus braunii ist im Norden des brasilianischen Bundesstaates Bahia in der Serra do Tombador verbreitet.
Die Erstbeschreibung erfolgte 2003 durch Eddie Esteves Pereira. Ein nomenklatorisches Synonym ist Melocactus conoideus subsp. braunii (Esteves) Guiggi (2004).
In der Roten Liste gefährdeter Arten der IUCN wird die Art als „Critically Endangered (CR)“, d. h. als vom Aussterben bedroht geführt.

## Nachweise